# Världsmästerskapet i innebandy för herrar
Världsmästerskapet i innebandy för herrar har spelats vartannat år sedan 1996
Tävlingarna anordnas av International Floorball Federation (IFF), det internationella innebandyförbundet, men organiseras av de olika nationella förbunden. Efter att ha spelat VM i maj–juni beslöt IFF 2007 att istället börja spela turneringen i december från och med 2008. Sverige och Finland är de enda två landslagen som både vunnit medalj i samtliga världsmästerskap och blivit världsmästare, dock har Sverige vunnit 10 VM-titlar av hittills 15 möjliga. Sverige är dessutom den enda nationen som tagit guld eller silver i samtliga mästerskap.
På grund av de stora klasskillnaderna mellan lagen beslutade man att sedan år 2014 så möts de bästa lagen i en övre halva, medan de sämsta lagen möts i en nedre halva av turneringen. De bästa lagen i övre halvan går till slutspel medan de sämsta lagen i den övre halvan och de bästa lagen i den nedre halvan kvalar till slutspelet. Och på det sättet blir det jämnare resultat i turneringen.

## Turneringar
| År   | Värdnation | Final   | Final          | Final    | Match om tredjepris | Match om tredjepris | Match om tredjepris |
| År   | Värdnation | Vinnare | Resultat       | Tvåa     | Trea                | Resultat            | Fyra                |
| ---- | ---------- | ------- | -------------- | -------- | ------------------- | ------------------- | ------------------- |
| 1996 | Sverige    | Sverige | 5–0            | Finland  | Norge               | 6–2                 | Tjeckien            |
| 1998 | Tjeckien   | Sverige | 10–30          | Schweiz  | Finland             | 4–1                 | Danmark             |
| 2000 | Norge      | Sverige | 5–3            | Finland  | Schweiz             | 4–2                 | Danmark             |
| 2002 | Finland    | Sverige | 6–4            | Finland  | Schweiz             | 000 4–3 (SD)        | Tjeckien            |
| 2004 | Schweiz    | Sverige | 6–4            | Tjeckien | Finland             | 000 8–7 (str.)      | Schweiz             |
| 2006 | Sverige    | Sverige | 000 7–6 (SD)   | Finland  | Schweiz             | 9–4                 | Tjeckien            |
| 2008 | Tjeckien   | Finland | 000 7–6 (SD)   | Sverige  | Schweiz             | 000 5–4 (SD)        | Tjeckien            |
| 2010 | Finland    | Finland | 6–2            | Sverige  | Tjeckien            | 9–3                 | Schweiz             |
| 2012 | Schweiz    | Sverige | 11–50          | Finland  | Schweiz             | 8–0                 | Tyskland            |
| 2014 | Sverige    | Sverige | 3–2            | Finland  | Tjeckien            | 4–3                 | Schweiz             |
| 2016 | Lettland   | Finland | 000 4–3 (str.) | Sverige  | Schweiz             | 8–5                 | Tjeckien            |
| 2018 | Tjeckien   | Finland | 6–3            | Sverige  | Schweiz             | 4–2                 | Tjeckien            |
| 2020 | Finland    | Sverige | 6–4            | Finland  | Tjeckien            | 4–3                 | Schweiz             |
| 2022 | Schweiz    | Sverige | 9–3            | Tjeckien | Finland             | 5–3                 | Schweiz             |
| 2024 | Sverige    | Finland | 000 5–4 (SD)   | Sverige  | Tjeckien            | 8–2                 | Lettland            |
| 2026 | Finland    |         | –              |          |                     | –                   |                     |

### Medaljligan
|    | Nation   | Guld | Silver | Brons | Totalt |
| -- | -------- | ---- | ------ | ----- | ------ |
| 1. | Sverige  | 10   | 5      | 0     | 15     |
| 2. | Finland  | 5    | 7      | 3     | 15     |
| 3. | Schweiz  | 0    | 1      | 7     | 8      |
| 4. | Tjeckien | 0    | 2      | 4     | 6      |
| 5. | Norge    | 0    | 0      | 1     | 1      |

### Turneringens mest värdefulla spelare
Priset som turneringens mest värdefulla spelare har gått till följande spelare:
- 1996 – Mika Moilanen, Finland
- 1998 – Martin Olofsson, Sverige
- 2000 – Martin Olofsson, Sverige
- 2002 – Johan Anderson, Sverige
- 2004 – Niklas Jihde, Sverige
- 2006 – Anders Hellgård, Sverige
- 2008 – Mika Kohonen, Finland
- 2010 – Mika Kohonen, Finland
- 2012 – Kim Nilsson, Sverige
- 2014 – Kim Nilsson, Sverige
- 2016 – Kim Nilsson, Sverige
- 2018 – Pascal Meier, Schweiz
- 2020 – Ville Lastikka, Finland
- 2022 – Alexander Galante Carlström, Sverige
- 2024 – Malte Lundmark, Sverige